# Benthothuria funebris
Benthothuria funebris is een zeekomkommer uit de familie van de Synallactidae.
De wetenschappelijke naam van de soort werd in 1898 gepubliceerd door Rémy Perrier.